# Arsim Rexhepi
Arsim Rexhepi (ur. 20 maja 1972 w Vučitrnie lub Prisztinie) – kosowski polityk, deputowany do Zgromadzenia Kosowa w latach 2007-2011, doktor nauk filologicznych.

## Życiorys
Studiował literaturę albańską na Uniwersytecie w Prisztinie. Następnie studiował literaturę, sztukę i politologię na Uniwersytecie Ruhry w Bochum, gdzie uzyskał doktorat w dziedzinie filologii; w latach 2003-2005 był wykładowcą tej uczelni. Od 2004 roku wykłada literaturę również na Uniwersytecie Technicznym w Dortmundzie.
W 2006 roku był wiceprezesem Sojuszu Nowego Kosowa. Następnie w latach 2007-2011 był deputowanym do kosowskiego parlamentu z ramienia Demokratycznej Ligi Kosowa.
22 października 2018 roku dołączył do partii Samookreślenie.
Deklaruje znajomość języka angielskiego, niemieckiego, serbskiego i chorwackiego.

## Życie prywatne
Jest żonaty i ma troje dzieci.